# Ancyromonas
Ancyromonas – rodzaj eukariontów o niepewnej przynależności systematycznej.
Należy tutaj:
- Ancyromonas sigmoides